# Achoropeltis modesta
Achoropeltis modesta är en svampart som beskrevs av Syd. 1929. Achoropeltis modesta ingår i släktet Achoropeltis, divisionen sporsäcksvampar och riket svampar.   Inga underarter finns listade i Catalogue of Life.